# Nowe przygody starej Christine
Nowe przygody starej Christine (ang. The New Adventures of Old Christine, 2006–2010) – amerykański serial komediowy, nadawany przez stację CBS od 13 marca 2006 roku do 12 maja 2010 roku. W Polsce nadawany był od 15 grudnia 2008 roku na kanale TVN 7. Od 20 września 2010 roku emitowany w Comedy Central (trzeci sezon).

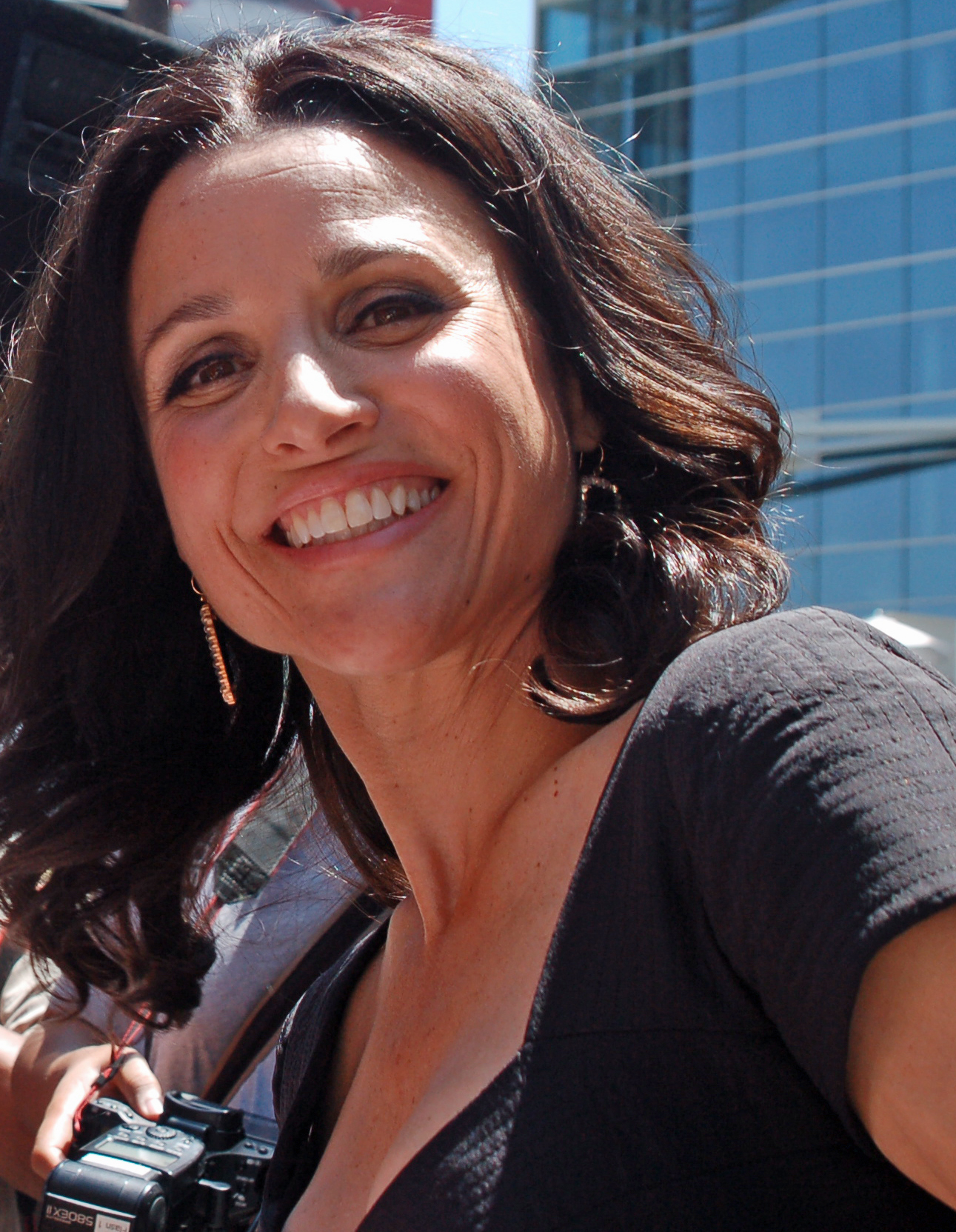
Christine (Julia Louis-Dreyfus)

## Opis fabuły
Christine Campbell (Julia Louis-Dreyfus) jest samotną matką, mieszkającą w Los Angeles. Każdy nowy dzień jest dla niej wielkim wyzwaniem. Stara się jednak godzić obowiązki pani domu i kobiety aktywnej zawodowo. Christine prowadzi siłownię oferującą treningi zapracowanym paniom. W codziennych obowiązkach może liczyć na pomoc swojego brata Matthew (Hamish Linklater), który z nią mieszka. Często opiekuje się on swoim siostrzeńcem, ośmioletnim Ritchiem (Trevor Gagnon). Dobrze układają się także kontakty pani Campbell z eksmężem, czarującym Richardem (Clark Gregg).

## Obsada
- Julia Louis-Dreyfus jako Christine Campbell
- Hamish Linklater jako Matthew Kimble
- Trevor Gagnon jako Ritchie Campbell
- Clark Gregg jako Richard Campbell
- Emily Rutherfurd jako Christine Hunter
- Wanda Sykes jako Barbara Baran
- Tricia O'Kelley jako Marly
- Alex Kapp Horner jako Lindsay